# Смёдово
Смёдово (фин. Metana) — деревня в Бегуницком сельском поселении Волосовского района Ленинградской области.

## История
Впервые упоминается в Писцовой книге Водской пятины 1500 года как сельцо Смедово в Ильинском Заможском погосте в Бегуницах.
Затем как пустошь Smeodoua Ödhe в Григорьевском Льешском погосте в шведских «Писцовых книгах Ижорской земли» 1618—1623 годов.
Обозначена на карте Ингерманландии А. И. Бергенгейма, составленной по материалам 1676 года, как деревня Smedowa.
На шведской «Генеральной карте провинции Ингерманландии» 1704 года — также как деревня Smedowa.
Деревня Смедова обозначена на «Географическом чертеже Ижорской земли» Адриана Шонбека 1705 года.
Деревня Смедова упоминается на карте Санкт-Петербургской губернии Ф. Ф. Шуберта 1834 года, а к северу от неё неё располагалась мыза помещицы Сверчковой.

СМЕДОВО — деревня, принадлежит действительной статской советнице Сверчковой, число жителей по ревизии: 39 м. п., 36 ж. п. (1838 год)

На этнографической карте Санкт-Петербургской губернии П. И. Кёппена 1849 года она обозначена как деревня «Smedowa», расположенная в ареале расселения савакотов. В пояснительном тексте к этнографической карте она записана как деревня Smedowa (Смедово) и указано количество её жителей на 1848 год: савакотов — 33 м. п., 27 ж. п., всего 60 человек.
Деревня Смедова упоминается на карте профессора С. С. Куторги 1852 года.

СМЕДОВО — деревня жены капитана Сверчкова, по просёлочной дороге, число дворов — 11, число душ — 34 м. п. (1856 год)

СМЕДОВО — деревня, число жителей по X-ой ревизии 1857 года: 31 м. п., 34 ж. п., всего 65 чел.

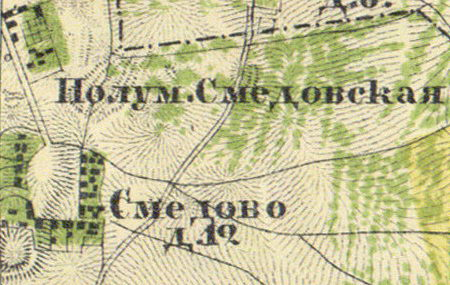
Деревня Смёдово на карте 1885 года

Согласно «Топографической карте частей Санкт-Петербургской и Выборгской губерний» 1860 года деревня Смёдово состояла из 12 крестьянских дворов и Смедовской полумызы.

СМЕДОВО — деревня владельческая при колодце, по левую 1-й Самерской дороги в 40 верстах от Ямбурга, число дворов — 13, число жителей: 39 м. п., 48 ж. п. (1862 год)

СМЕДОВО — деревня, по земской переписи 1882 года: семей — 15, в них 41 м. п., 48 ж. п., всего 89 чел.

СМЕДОВО — деревня, число хозяйств по земской переписи 1899 года — 16, число жителей: 47 м. п., 48 ж. п., всего 95 чел.;
 разряд крестьян: бывшие владельческие; народность: русская — 9 чел., финская — 86 чел.

Согласно материалам по статистике народного хозяйства Ямбургского уезда 1888 года мыза Смедово площадью 440 десятин принадлежала дворянину С. И. Вольскому, мыза была приобретена до 1868 года. За право собирать у помещика сучья, крестьяне косили ему десятину клевера.
В 1900 году, согласно «Памятной книжке Санкт-Петербургской губернии», мыза Смедово площадью 408 десятин принадлежала наследникам сына санкт-петербургского купца Вильяма-Оскара Гинтера.
В конце XIX — начале XX века деревня административно относилась к Княжевской волости 1-го стана Ямбургского уезда Санкт-Петербургской губернии. Население деревни было смешанным — финско-русским.
В 1904 году на хуторах близ деревни проживали 74 эстонских переселенца.
По данным «Памятной книжки Санкт-Петербургской губернии» за 1905 год, полумызком Сомедово площадью 242 десятины, владела ревельская гражданка Эбба-Генриэтта Карловна Грюнбаум.
С 1917 по 1923 год деревня Смёдово входила в состав Буяницкого сельсовета Княжевско-Ильешской волости Кингисеппского уезда.
С 1923 года в составе Врудской волости.
С 1924 года в составе Смёдовского сельсовета.
Согласно данным переписи населения СССР 1926 года в деревне Смедово проживали 67 человек, все финны.
С 1927 года в составе Молосковицкого района.

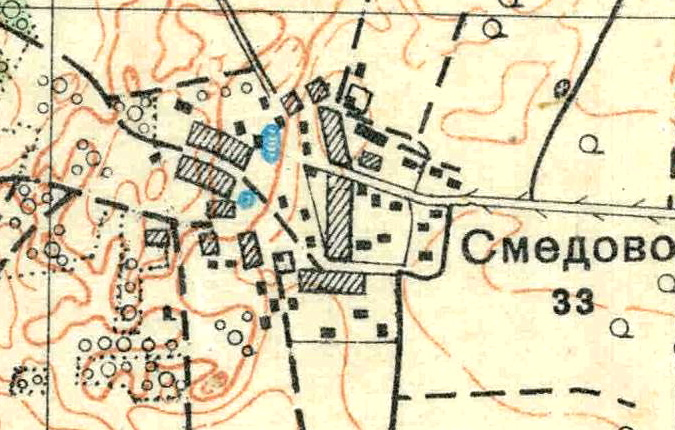
План деревни Смёдово. 1930 год

Согласно топографической карте 1930 года деревня насчитывала 33 двора.
С 1931 года в составе Больше-Хотынского сельсовета Волосовского района.
По данным 1933 года деревня Смёдово являлась административным центром Смедовского сельсовета Волосовского района, в который входили 5 населённых пунктов: деревни Буяницы, Поддубье, Смёдово, Черенковицы, Чирковицы, общей численностью населения 900 человек.
По данным 1936 года в состав Смедовского сельсовета входили 4 населённых пункта, 195 хозяйств и 5 колхозов.
В 1940 году население деревни Смёдово составляло 112 человек.
Деревня была освобождена от немецко-фашистских оккупантов 28 января 1944 года.
С 1954 года в составе Чирковицкого сельсовета.
С 1963 года в составе Кингисеппского района.
С 1965 года вновь в составе Волосовского района. В 1965 году население деревни Смёдово составляло 88 человек.
По административным данным 1966, 1973 и 1990 годов деревня Смёдово также входила в состав Чирковицкого сельсовета.
В 1997 году в деревне Смёдово проживали 11 человек, в 2002 году — 23 человека (русские — 96 %), деревня относилась к Чирковицкой волости.
В 2007 году — 41 человек, в 2010 году — 22 человека, деревня входила в состав Зимитицкого сельского поселения.
7 мая 2019 года деревня вошла в состав Бегуницкого сельского поселения.

## География
Деревня расположена в северо-западной части района на автодороге 41К-043 (Карстолово — Терпилицы).
Расстояние до административного центра поселения — 8 км.
Расстояние до ближайшей железнодорожной станции Вруда — 16 км.

## Демография
| 1838 | 1848 | 1862 | 1997 | 2002 | 2007 | 2010 |
| ---- | ---- | ---- | ---- | ---- | ---- | ---- |
| 75   | ↘60  | ↗87  | ↘11  | ↗23  | ↗41  | ↘22  |
| 2013 | 2017 |      |      |      |      |      |
| ↘20  | ↗26  |      |      |      |      |      |

### Национальный состав
Согласно данным Всероссийской переписи населения 2021 года в деревне проживали 36 человек, из них:
 русские — 30, табасараны — 2, финны — 1, другие национальности — 3 человека.